# The 51st State
 The 51st State és una pel·lícula britànica dirigida per Ronny Yu, estrenada el 2001.

## Argument
Elmo McElroy és un químic genial. Posa a punt el P.O. S. 51, la droga perfecta, la que dona la impressió que Déu mateix et crida. Ben decidit a comercialitzar la seva petita obra mestra sense intermediari, Elmo es desfà del seu molest patró, La Sargantana, per tornar a Anglaterra - el 51è Estat dels Estats Units d'Amèrica segons Elmo - i s'associa, per la força de les coses, amb Felix Desouza, un petit malfactor de Liverpool, que parla tot el temps i no suporta que sigui estatunidenc.
El que ignora Elmo és que el seu expatró és encara viu, disposat a venjar-se i a recuperar la fórmula química. Per fer-ho envia la magnífica i perillosa Dakota Parker sobre els seus passos; però no triga a anar ell mateix sobre el terreny.

## Repartiment
- Samuel L. Jackson: Elmo McElroy
- Robert Carlyle: Felix DeSouza
- Emily Mortimer: Dakota Parker
- Meat Loaf: La sargantana
- Rhys Ifans: Iki
- Sean Pertwee: detectiu Virgil Kane
- Ricky Tomlinson: Leopold Durant
- Christopher Hunter: Lawrence
- Nigel Whitmey: L.A. Highway Patrol
- Robert Jezek: Priest
- Jake Abraham: Konokko
- Mac McDonald: M. Davidson
- Aaron Swartz: M. Yuri
- David Webber: M. Jones
- Michael J. Reynolds: M. Escobar
- Junix Nocian: M. Ho-Fat
- Paul Barber: Frederick

## Producció

### Desenvolupament
El guionista Stel Pavlou té la idea del 51è Estat el 1994 mentre estudiava a la Universitat a Liverpool, basant alguns dels personatges en els seus amics. Pavlou descrivia la idea de la pel·lícula que es basava en la història de Liverpool en tràfic d'esclaus per l'Atlàntic i transferint-lo al dia d'avui en forma de tràfic de drogues. Pavlou i el seu soci Mark Aldridge van presentar la seva idea al Festival de Cinema de Cannes a França que van portar a la companyia cinematogràfica Focus Films oferint finançament per desenvolupar-la. Així la pel·lícula va caure en mans de Samuel L. Jackson, que finalment faria de productor i d'estrella del film.
Originalment Pavlou va pressupostar la pel·lícula al voltant d'un milió de lliures i pretenia dirigir-la ell mateix. A causa de les dificultats de finançament, Pavlou va dimitir i va agafar un crèdit per coproduir-la mentre es resolien. Després de cinc anys, "The 51st State" es va pressupostar finalment en 28 milions de dòlars, amb finançament provinent del Canadà i del Regne Unit via Aliance Atlantis i The Film Consortium.

### Pre-producció
L'estrella i productor de cinema Samuel L. Jackson va recomanar Hong Kong al director Ronny Yu per dirigir la pel·lícula amb l'opinió que l'estil global de la pel·lícula s'adaptava als crèdits previs de Yu, com la seva pel·lícula de 1998 La núvia de Chucky. Amb els papers d'Elmo McElroy (Samuel L. Jackson) i Felix DeSouza (Robert Carlyle) assegurats, el productor Andras Hamori suggeria Meat Loaf per fer el paper de dolent, que va ser aprovat pel director Yu que valorava la idea com una "peça veritablement inspirada de repartiment"

### Rodatge

#### Localitzacions
Gairebé tota la pel·lícula es va filmar en exteriors a Liverpool a part de l'escena d'obertura que es va filmar a Los Angeles, una escena de conducció que es va filmar als afores de Manchester, i una altra escena que es va filmar al Castell Cholmondeley a Cheshire. Les principals localitzacions a Liverpool inclouen el Riu Mersey i els molls, Pier Head, the India Building, Water Street, així com l'estadi Anfield del Liverpool Football Club. Es poden veure altres llocs famosos de Liverpool com fons com St George's Hall in el Liver Building.
El dissenyador de producció Alan Macdonald va fer servir la seu de la productora a Boundary Street per diversos escenes d'interior, així com uns magatzems buits a Blackstock Street.